# アメリカ合衆国の宇宙開発

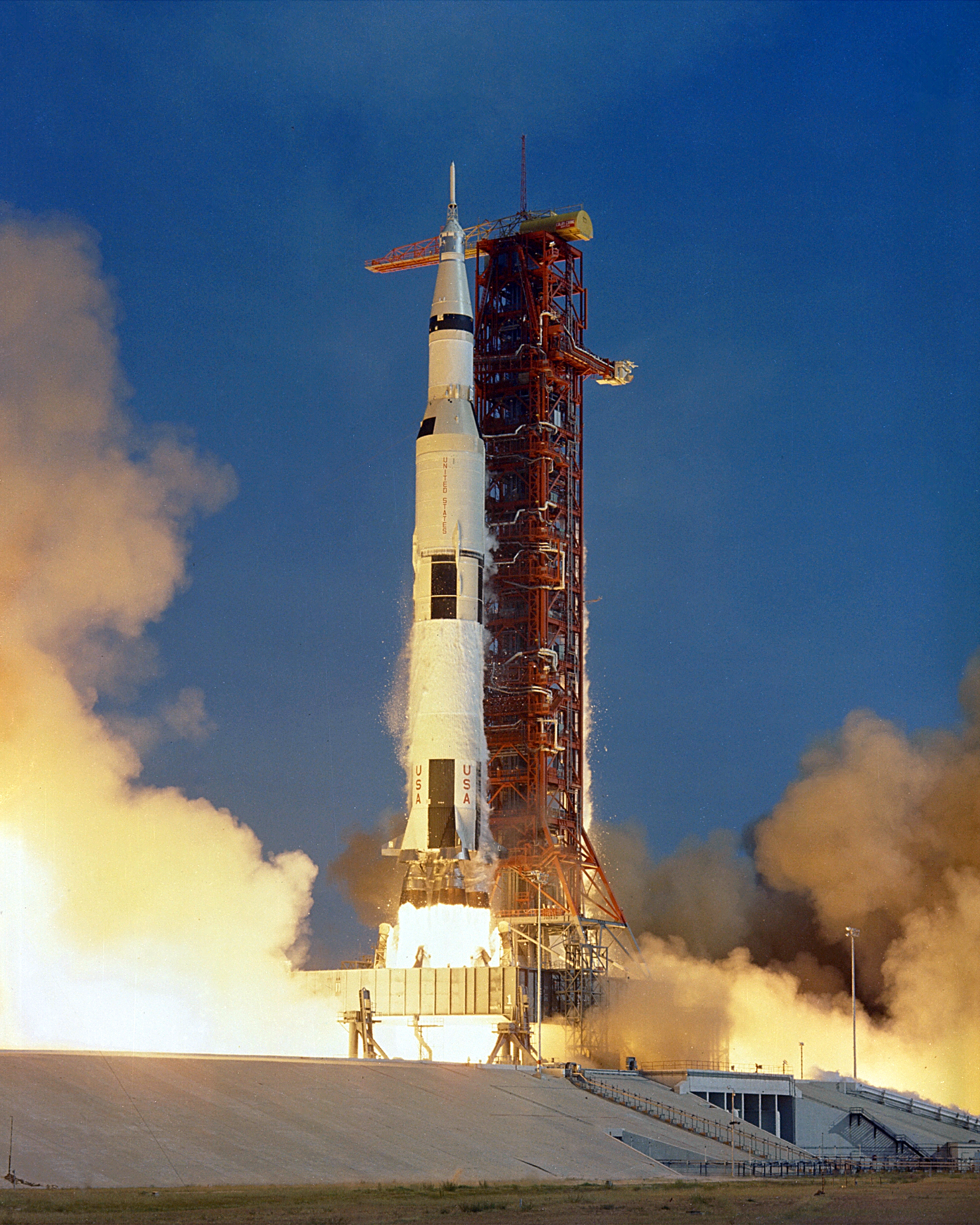
アポロ11号の打ち上げ

アメリカの宇宙開発（あめりかのうちゅうかいはつ）では、アメリカ合衆国が行っている宇宙開発について述べる。
アメリカは世界を代表する超大国としてソビエト連邦に対抗し、宇宙開発を行ってきた。アメリカはスプートニク・ショック以来早期に宇宙開発専門の部局であるアメリカ航空宇宙局 (NASA) を設立し、科学研究などは主にこの機関が行ってきた。一方で、軍事的な宇宙開発は国防総省が行っており、気象衛星の開発も予算は他の省庁であったりと、分野は違えど多くの資金が宇宙開発に投入されてきた。現在でもその金額は世界でトップである。月到達以降はそれまでよりは宇宙開発に注ぐ力は減ったものの、依然として宇宙開発先進国として様々な事業を成し遂げている。
ロシア、欧州、中国などの発展著しい現在でも宇宙開発で重要な位置を占めている。現在は打ち上げ事業の民生化が進められており、政府は火星への有人飛行を目標にして開発を進めている。

## 歴史

### 開闢期

ゴダードの液体燃料ロケット実験

アメリカのロケット開発はロバート・ゴダードにさかのぼることができ、彼は近代ロケットの父の一人に数えられている。ゴダードは援助の少ない中、ロケットの開発を進めた。ロケットは徐々に到達距離を伸ばしていったが、世間からは関心を受けなかった。第二次世界大戦に入ると、彼の技術は飛行機用のロケットに利用されるようになり、国がその開発を後押しした。ロケットは当時は威力の低い武器と見られていたが、ドイツがV2ロケットで成功を収めると、軍は打ち上げ式ロケットに対しても興味を示すようになった。

### 第二次大戦前後
第二次世界大戦の末期にはドイツのロケット科学者はその技術から連合、共産両陣営がほしがった。科学者たちは亡命先にロシアよりもアメリカを選んだため、多くの科学者が貴重な資料やV2の部品と共にアメリカに渡った。ヴェルナー・フォン・ブラウンもその中の一人であった。彼はその才能をアメリカ陸軍弾道ミサイル局に買われ、本拠地であるレッドストーン兵器廠で大陸間弾道ミサイル開発の競争やロケットの開発に力を入れた。
当時は核弾頭を運ぶためのキャリアとしての意味合いが強かったロケットは大陸間弾道ミサイルとして利用され、また、気象や大気の観測にも使われるようになった。その後、国際地球観測年に合わせてこのロケットによって地球を回る人工衛星で地球を観測し、ソ連を凌駕しようというオービター計画が生まれた。また、これにカメラを載せれば、将来的に相手を偵察することが出来る。アメリカはロケットの開発を進めたが、ロケットの開発が陸軍、海軍、空軍のどれに属するかでもめた。陸軍は大砲の延長として、海軍は気象観測のための重要機械として、空軍は空を飛ぶロケットは航空分野であるとしてそれぞれが権利を主張したためであった。このため、それぞれが独自に開発を行っていた。人工衛星の計画後、打ち上げに際しては陸海軍が合同で計画を行うはずであったが、気象観測を自らの分野として主張していた海軍の意見が取り入れられ、海軍が衛星を開発することになり、ヴァンガード計画がはじまった。

### スプートニク・ショック

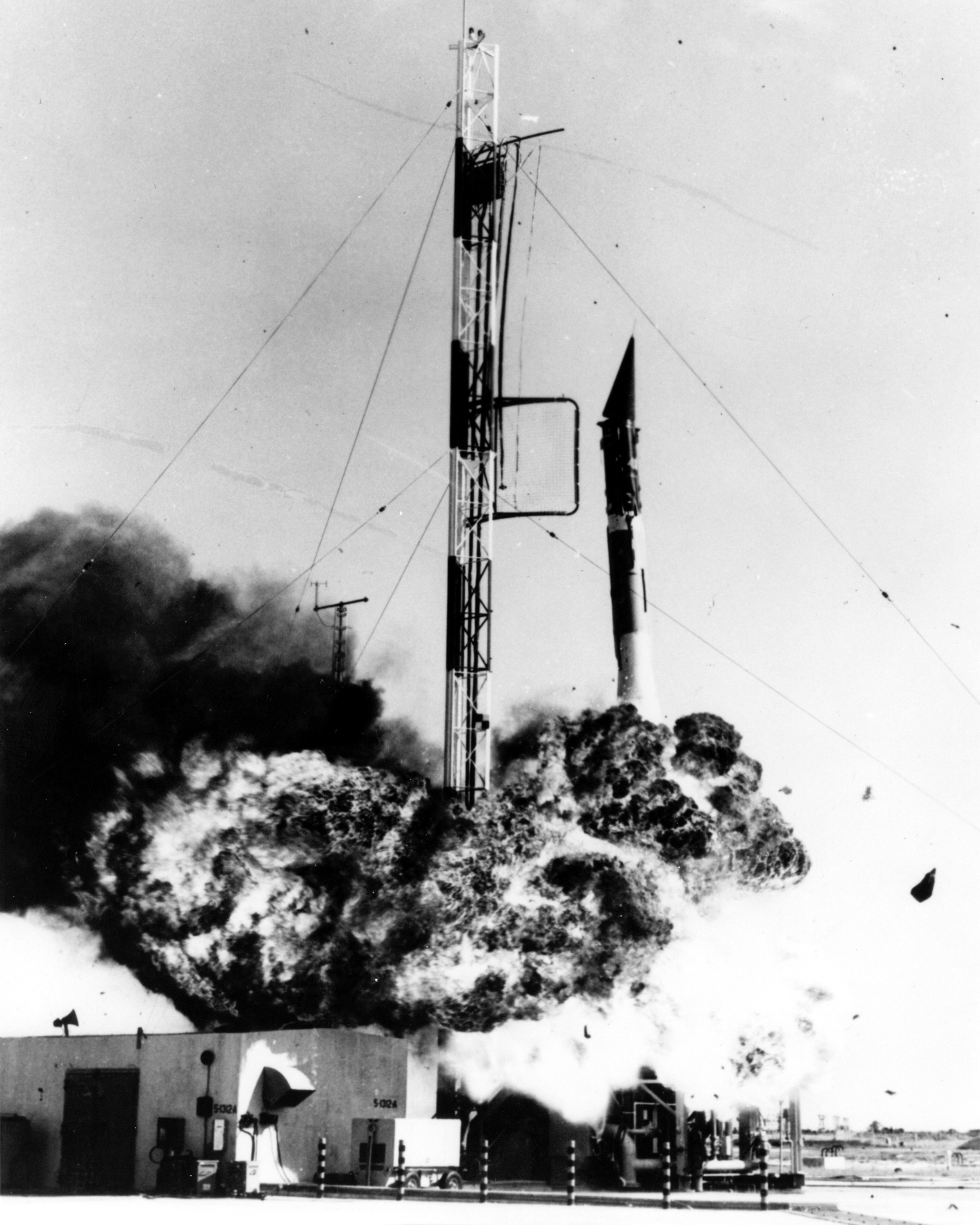
打ち上げに失敗し爆発するヴァンガード

アメリカは1958年に衛星を打ち上げる計画を立てていた。しかし、優秀な科学者を擁していたにもかかわらず、ソビエト連邦がアメリカより先、1957年10月に人工衛星スプートニク1号をうちあげ、軌道に乗せることに成功した。これがスプートニク・ショックである。実際にはフォン・ブラウンの所属する陸軍は衛星を打ち上げることの可能なレベルの技術を持っていたが、衛星の打ち上げは海軍とされていたために、ソビエトに先を越されてしまった。
失地回復のためにアメリカ政府は海軍製作のロケット・ヴァンガードに衛星（ヴァンガードTV3）を載せて打ち上げようとするが、急遽計画されたこのロケットは爆発失敗する。アメリカが失敗する中、ソ連はさらにもう1台（スプートニク2号）の衛星の軌道投入に成功した。混乱の中、アメリカは陸海軍問わず早急に衛星を打ち上げることを要求した。陸軍と海軍の交渉の結果、陸軍が1958年1月に打ち上げを行うことが決まり、打ち上げの延期が何度も行われたが、最終的にエクスプローラー1号が打ち上げられ、アメリカ最初の衛星となった。また、その後は海軍がようやくヴァンガード1号の投入にも成功している。これらの事柄は米ソの宇宙開発競争に火をつけた。

### 有人宇宙飛行と月計画
この時期、アメリカは宇宙開発を強力に推進するための機構の必要性を実感し、航空全般の推進を行っていた国家航空諮問委員会(NACA)では宇宙技術に関する特別委員会が立ち上げられ、この組織は1958年10月1日付けでアメリカ航空宇宙局(NASA)となり、アメリカにおける非軍事の宇宙開発についてはすべてNASAが行うことになった。
ソ連はスプートニク2号に犬を乗せており、このことからも次に計画されるのは有人宇宙飛行であることは明らかであった。このためアメリカは当初弾道ミサイルのてっぺんにカプセルを取り付け、それによって宇宙へ行く計画を立てたが、これは早期に否定された。しかし、有人宇宙飛行を諦めたわけではなく、実際の実現に向けて新たに安全な計画が練られることになった。この計画はマーキュリー計画と呼ばれた。安全に人類を打ち上げるために何度ものテストを行い、1959年に軍のテストパイロットから7人の飛行士を選び出した。この7人はマーキュリー・セブンと呼ばれている。

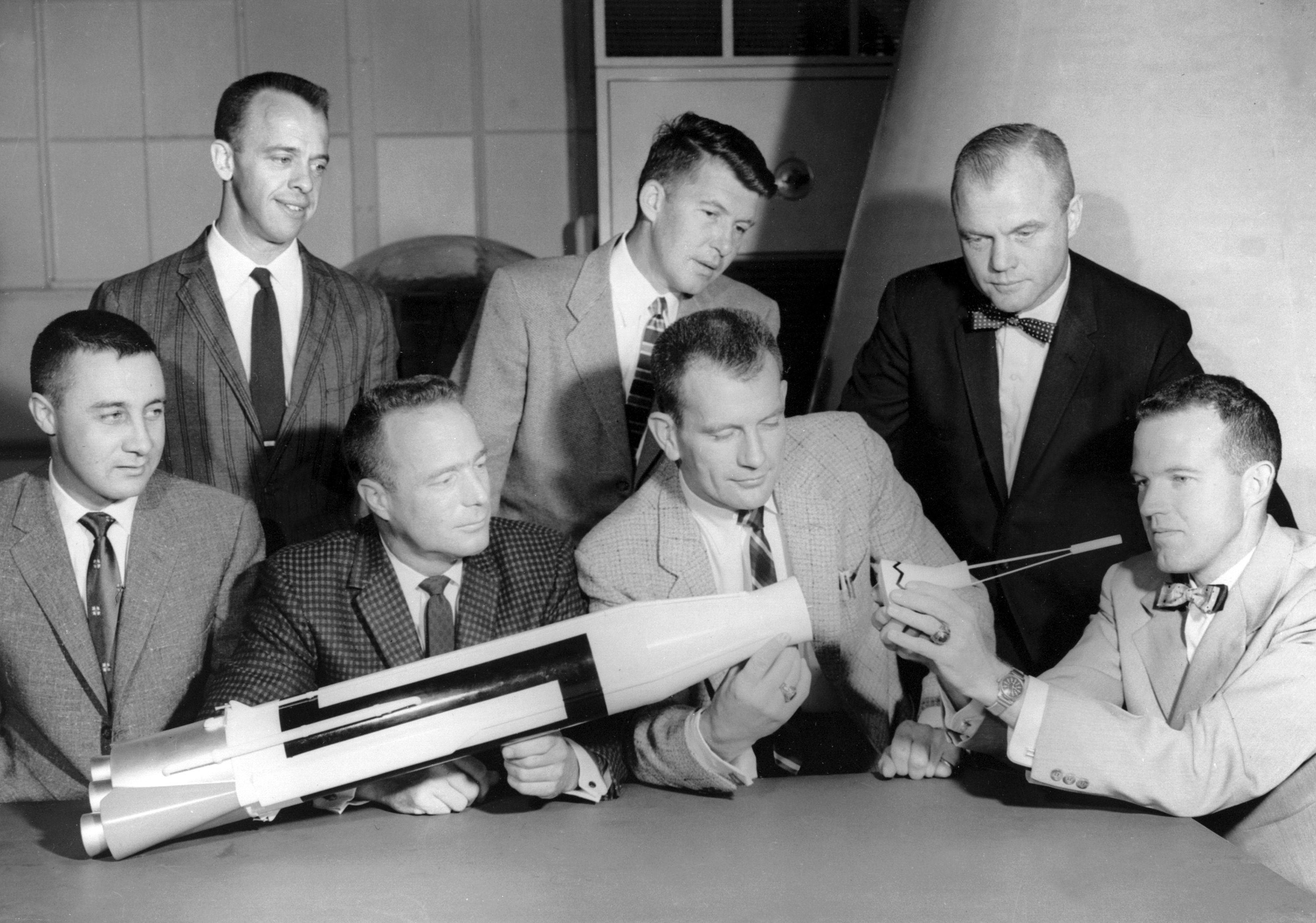
アトラスロケットの模型を前にするマーキュリー・セブン

また、米ソは衛星打ち上げ以降、月に注目するようになった。米国もソ連も月にめがけてロケットを打ち上げた。アメリカは月に探査機を送り込むか、ロケットを命中させるという計画を立てパイオニア計画として実行に移した。しかしながら技術水準が低かった当時は、大型のロケットの爆発や、月までの途中でロケットがとまり衛星が戻ってくる失敗なども起こった。このときもソ連はルーニク2号の月への到達、ルーニク3号による月面の裏側の撮影成功でアメリカをリードした。ソ連のリードはアメリカに対して技術的にソ連から大きく劣っているとの危機感を抱かせるに十分であった。また、これらの事柄はアメリカ人が宇宙開発に目を向けるきっかけを作った。このため、アメリカでは三軍、政府、議会、NASA、JPLなどの宇宙開発に関する計画を一元化し、月探査計画と惑星探査計画に結束して注力することになり、月探査計画としてレンジャー計画が発足した。
アメリカがマーキュリー計画の実験を終え、実際に有人宇宙飛行を行おうとしていた1961年4月12日、ソ連はユーリ・ガガーリンをボストークに乗せて地球の衛星軌道を一周させて有人宇宙飛行を達成し、ガガーリンは世界初の宇宙飛行士になった。アメリカの有人宇宙飛行は同年5月5日に行われたが、これは弾道飛行であり、ソ連の実施した飛行内容と比べると大きな差があった。アメリカは2度ならず3度までもソ連に先を越されてしまったのである。また、ソ連は月に宇宙飛行士を送りこむ計画さえ立てていた。アメリカ国内では自嘲的な雰囲気が漂い始めていた。しかし、宇宙開発は転機を迎えることになる。1961年5月25日にはジョン・F・ケネディ大統領が1960年代の内に月にアメリカ人を送り込むと宣言したのである。アポロ計画の始まりである。

### 目指すは月
レンジャー計画はもともとロケットを月に到達させて調査することを目標にしていたが、アポロ計画が始まって以降はより重要な意味を持つようになった。よくわかっていない月に人間を送るための十分な調査を行うことが目標となったのである。しかし、レンジャー計画は難航した。1号機から6号機まですべてが月の表面を撮影するという目標を達成することは無かった。しかし、これらの失敗を一回一回検証することで段階的に問題は改善された。レンジャー計画の結果はサーベイヤー計画に生かされ、月への軟着陸の研究が行われた。また、これらの情報は後の惑星探査にも生かされることになった。マリナー計画もこれらの探査の情報が大きく利用されている。
有人宇宙飛行ではジョン・グレンがアメリカ初の衛星軌道周回を成し遂げた。ソ連は着実に宇宙の滞在時間を伸ばしていたが、衛星周回の成功は大きな反響を呼んだ。一方、マーキュリー帰還船は操縦することも出来ないため、新たに宇宙船を開発することになった。マーキュリーの改造型の2人乗りの宇宙船を開発し、これはジェミニ計画の起点になった。ジェミニ計画ではより大型の帰還船が利用されるようになり、ロケットは大型のタイタンII GLVが使われるようになった。2人乗りが可能になり、ランデブー飛行やドッキング、宇宙遊泳の研究が行われた。
アポロ計画では当初月まで人間を送り込むのにどういう方式をとるかから議論され始めた。地上から月を往還可能な大型ロケットを打ち上げる方法のほか、地球周回軌道で必要なロケットを組み上げて月を目指すか、月に帰路のロケットを送り込んでおくか、月周回軌道へ幾つかの部品からなる宇宙船を送り込んで往還船だけを行き来させるといった多くの方法論が生まれた。初期には地上から月を往還可能なロケットの案が一番有力であったが、ヴェルナー・フォン・ブラウンなどの働きかけで結果的には月周回軌道へ幾つかの部品で出来た宇宙船を送り込む案で固まった。ランデブー、ドッキングなど複雑な構造を持つ方法であったが、一番実現に近い案であった。
アポロ計画のために行われたジェミニ計画やサーベイヤー計画などの実験は多くが成功していたが、アポロ宇宙船の初めての有人打ち上げ、アポロ1号の試みは悲劇が襲った。ロケットの打ち上げ準備中に火災が発生し、船内に待機していた3人の宇宙飛行士が死亡したのである。原因は電気系統のショートからの火災であり、この失敗は全米から大きな非難を浴び、司令室は安全になるように基本的な設計からやり直すことになった。この失敗によって計画は大きく遅れることになった。この時期、ソ連も月を目指すような様子を見せていた。

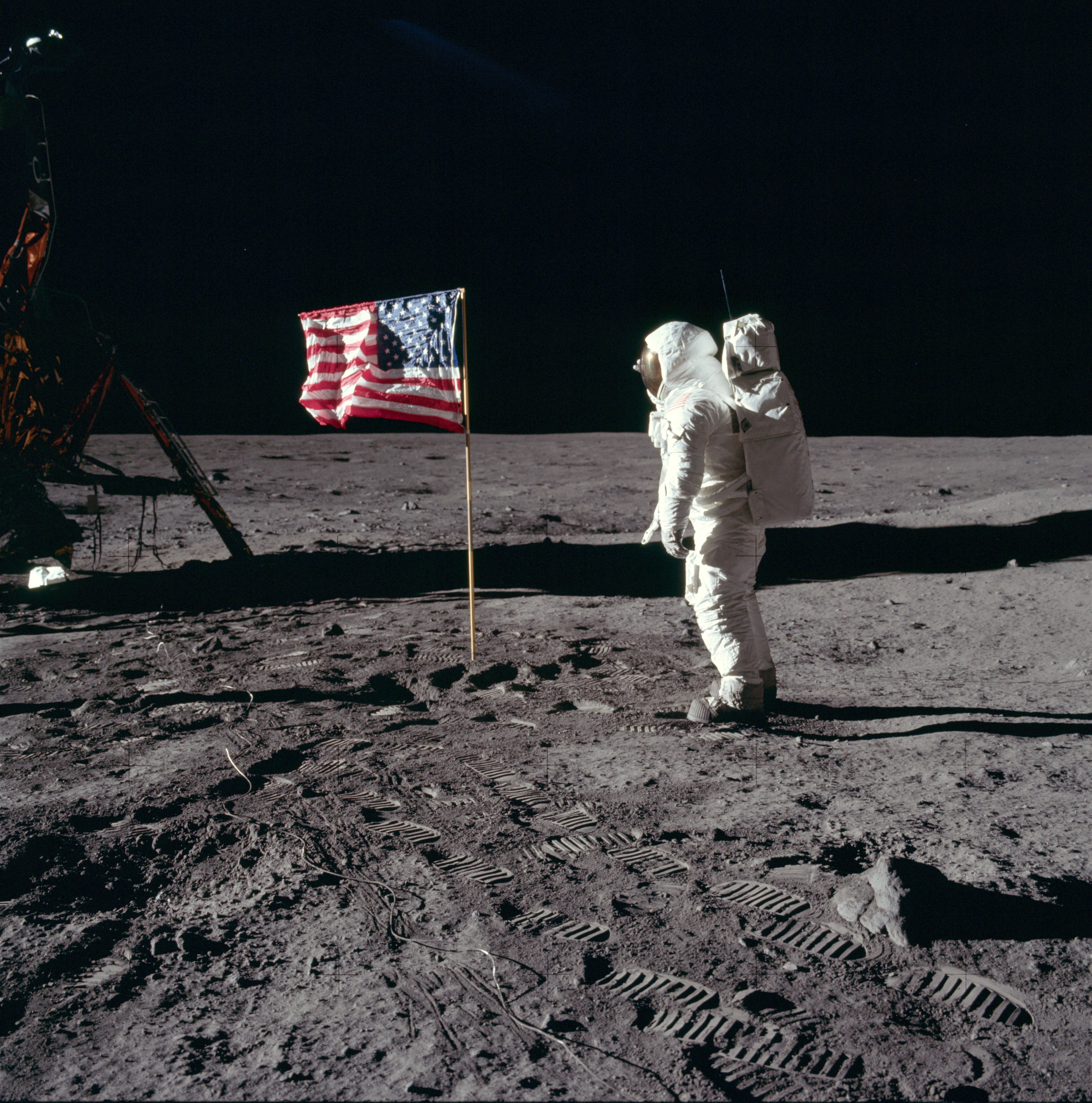
月に立てられるアメリカ国旗

アメリカはその後も計画を推進した。火災事故の後はじめて行われたアポロ4号では世界最大のロケットサターンを無事に打ち上げ、アポロ7号では長期間の宇宙滞在での人間の状態を研究し、アポロ8号では月の周回に成功したのである。これによってアメリカはソ連より早い月周回を達成し、その技術力を世界に証明した。この後も実際の着陸試験などが行われ、終にアポロ11号は人類を乗せて月への着陸を果たし、アメリカ人が世界で初めて月の土を踏んだのである。1969年7月20日のことであり、ケネディ大統領が演説したとおりアメリカは何とか1960年代に月へ到達したのである。月探査はその後6度にわたって行われ、ローバーを送り込んで広範囲を探査したほか、持ち帰られた鉱物や情報から月への科学が大きく進んだ。
ケネディはこのときすでに亡くなっており、その演説内容の達成を見ることはなかった。アポロ計画はその後も20号まで続けられる予定であったが、1960年から始まったベトナム戦争への出費などのため、他の予算が大きく制限されNASAの予算は大きく削減された。このためアポロ計画は17号を最後に中止される。ケネディ大統領時代にベトナム戦争に軍事顧問団を置き続けたことが後の泥沼化の要因になったため、アポロ計画はケネディによって始められケネディによって中止されたとも言える。
ソ連はアポロ11号が到達した直後に「有人月着陸の無謀さと無意味さ」を強調するコメントを発表し、有人月旅行計画の存在を公式に否定した。また、ソ連は探査機を月に送り込み、月からのサンプルリターンに成功した。これによってアポロ計画自体に対する反論がアメリカ国内でも起こったが、ソ連も実際には1975年まで有人月旅行計画が存在していた。

### 宇宙利用と惑星探査

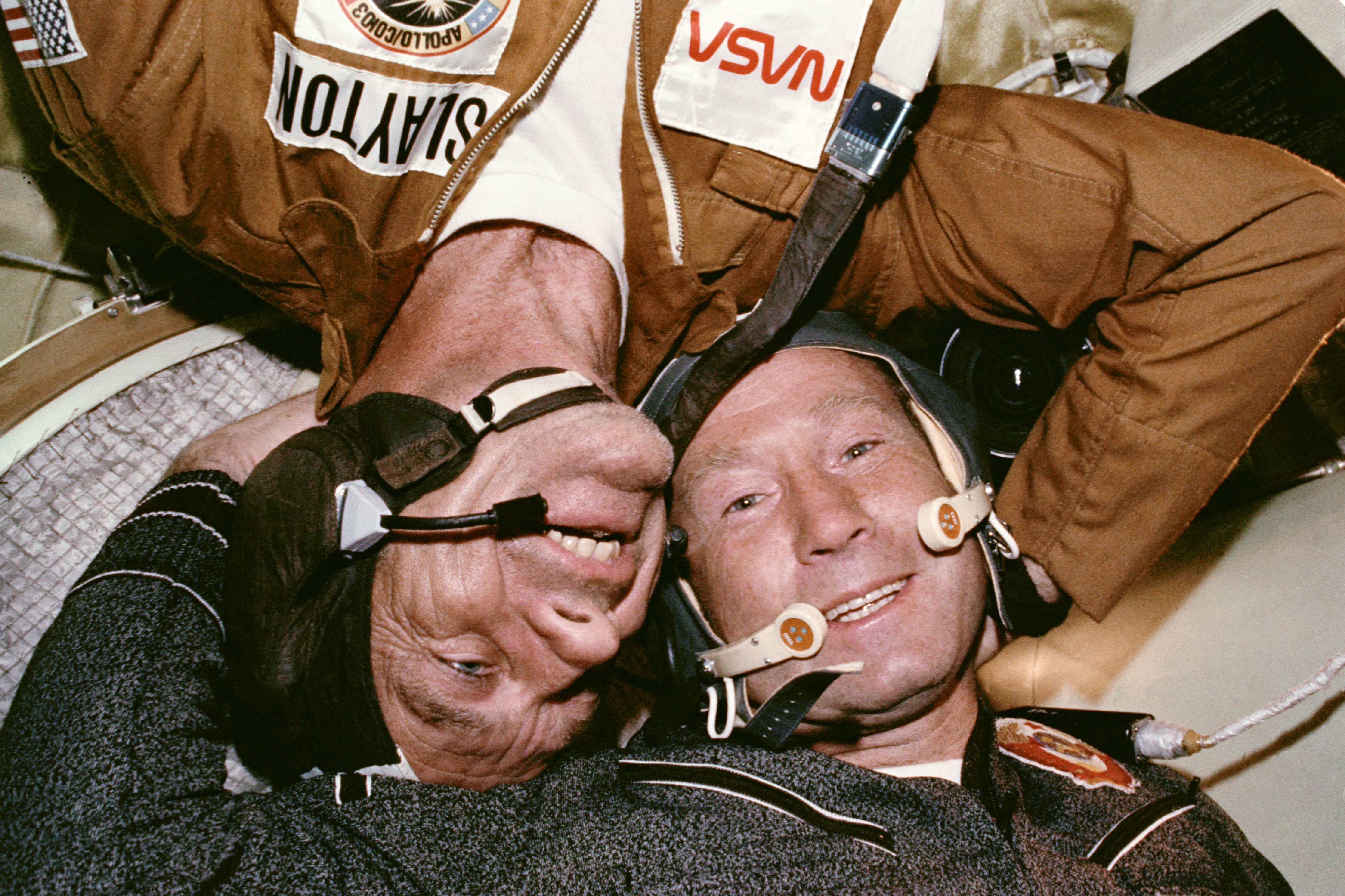
アポロ・ソユーズテスト計画、ドナルド・スレイトンとアレクセイ・レオーノフ

月到達以降は米ソ両国ともに偵察衛星は打ち上げられたものの宇宙への期待値は小さくなっていった。そのような中でNASAは惑星探査か宇宙ステーション実験のどちらかに予算を絞るように命令された。しかし、アポロ時代に中止されたサターンロケットを再利用することで両方を行うことが可能になった。
アメリカ初の宇宙ステーションはスカイラブ計画で行われた。これはロシアの宇宙ステーションサリュート1号よりは遅れたが、非常に大きな宇宙ステーションになった。初期の失敗によって修理が必要になったが、合計4回宇宙ステーションへ人間が送られた。また、ソ連との間で宇宙での滞在時間競争が起きた。スカイラブはスペースシャトル開発の計画と連携してステーションをより高い位置に持っていく計画が存在したが、スペースシャトルの開発が遅れたためこれは実現せず、主に3回の利用のみで大気圏に再突入することになった。
この後、アポロ宇宙船を利用してアポロ・ソユーズテスト計画も行われた。これはアポロ宇宙船とソユーズ宇宙船のドッキング計画であった。当時、米ソ間は緊張緩和が進んでおり、宇宙開発は金がかかることもあり両国の共同で行われた計画であった。ドッキングが必要であるためドッキング機構は両国で共に開発を行う必要もあった。これは宇宙開発競争の終わりをもたらし、現在の国際宇宙ステーションへとつながっているともいえる。
月探査後に最初に行われた惑星探査は火星探査であった。これはアポロ以前から行われていたパイオニア計画やマリナー計画の次の計画として行われ、バイキング計画と名づけられた。バイキング計画では火星の周回軌道に衛星を乗せることに成功し、2台のローバーを火星におろすことに成功した。火星は地球に似た星であり、詳しい情報が知られていない時代には生命が存在する可能性が噂されていたが、これらの探査結果によって以前から抱かれていた火星に生命が存在するという考え方は否定されるようになった。

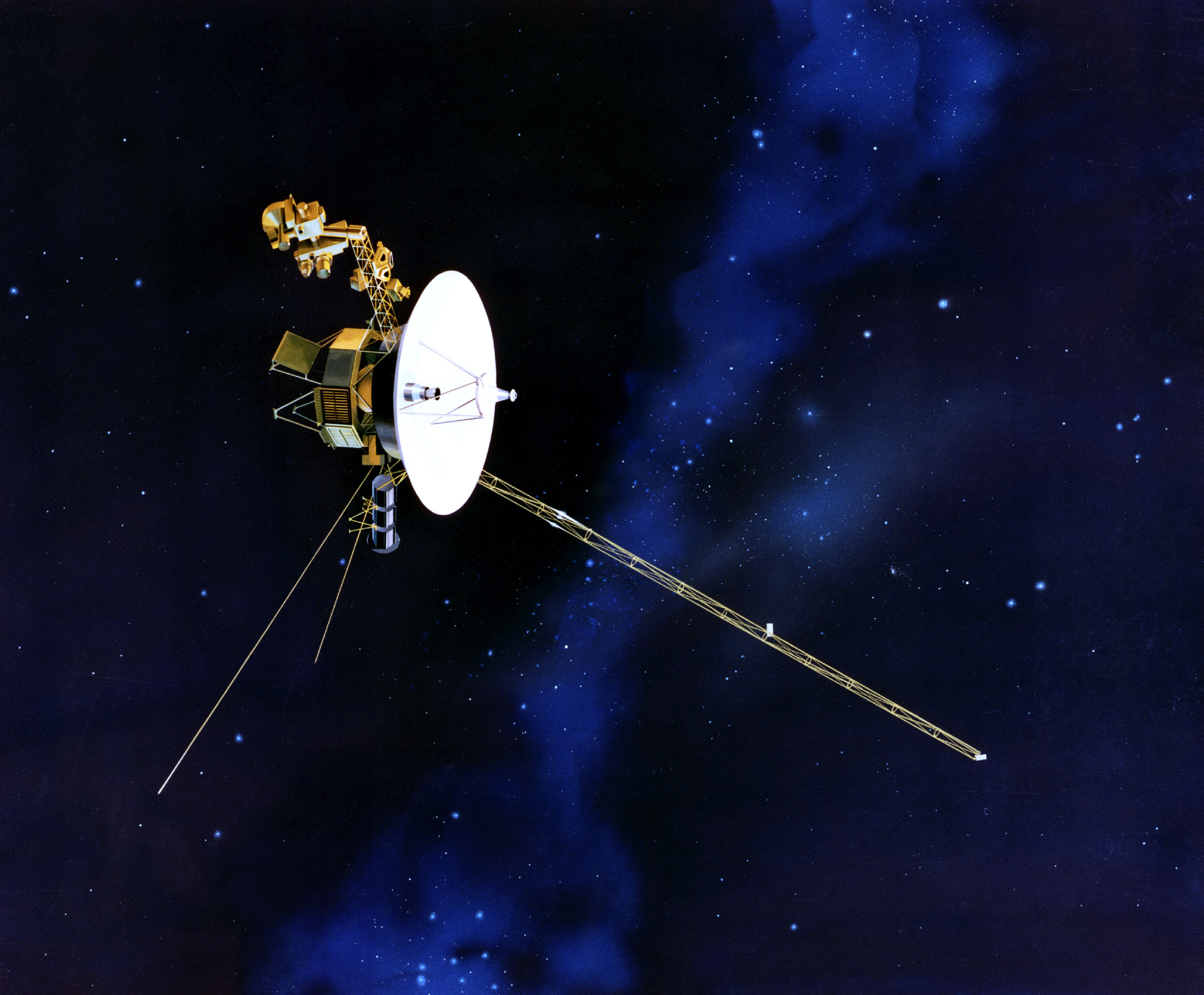
ボイジャー

惑星探査における最大の成功はおそらくボイジャー計画である。これは数百年に一度の惑星直列にあわせ、探査機をそれぞれの惑星に送り込む計画であった。ボイジャー計画に先立って送られたパイオニア11号によって土星の環が非常に薄いことや環の間に隙間があるなどの情報が得られており、これがどのようなものであるのかを調べることも期待されていた。電波を使っても10分以上かかる超遠距離通信になるため、探査機が独自で判断する能力を持ったほか、宇宙を航行中にプログラムを変えることが出来る柔軟な機能を持たせることになった。
ボイジャー2号は1977年8月20日に、ボイジャー1号は1977年9月5日に打ち上げられ、まずは木星と土星を探査することになった。予算や当時の技術力に対する信頼は天王星や海王星まで探査することを予定しなかったのである。しかしながらボイジャーは大きな成功を収める。木星の大赤斑や環、衛星の状況がわかったほか、土星の環の羊飼い衛星や土星の衛星タイタンの噴火など惑星科学に非常に意義深い結果を残した。これらの結果から探査の延長が認められ、ボイジャー2号はさらに天王星や海王星を探査することになり、天王星の地軸が倒れていることや逆行している海王星の衛星トリトンなどを発見した。大型ボイジャーの成功は宇宙の探査において大きなきっかけになった。

### スペースシャトルとアメリカ

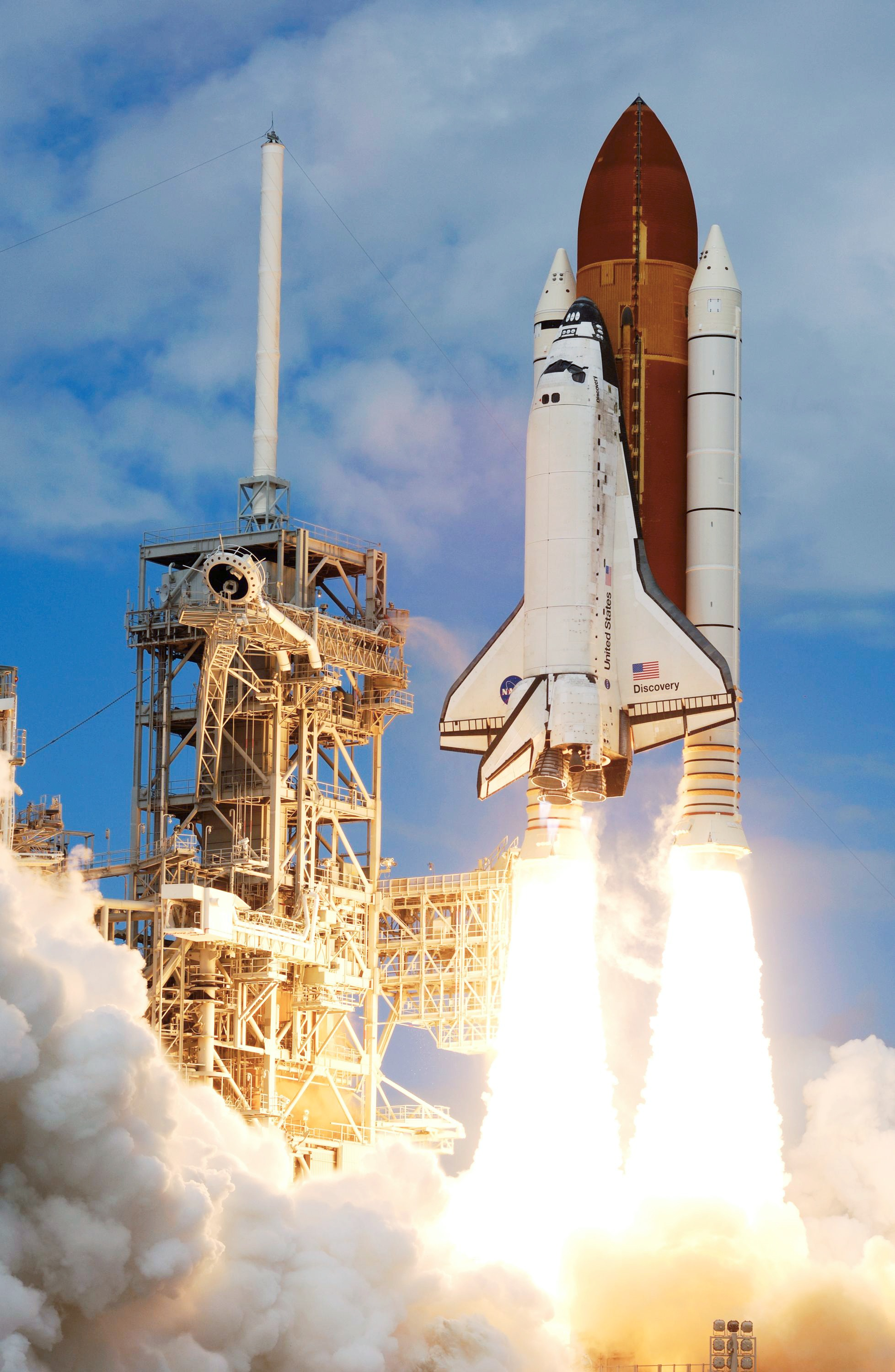
スペースシャトル

1970年代半ば頃からアメリカは再使用可能な宇宙船の開発をはじめ、スペースシャトル計画を生み出した。ロケットは通常一回利用であり、非常に高価で資材は多くが海の下に沈んでしまうため、当時から非経済的であると考えられていた。スペースシャトルはこれらの廃棄される部品を少なくするために考えられた計画であり、有人の大型の宇宙船が宇宙を往還することによって、故障した衛星の修理、調整後の地球外軌道への投入、再使用による費用の減少、宇宙空間での実験室的役割など多くの期待を込めて開発が進められた。こうして開発されたスペースシャトルは実際に多くの方法で利用されるようになった。ガリレオはスペースシャトルによって打ち上げられ、軌道上で展開した後にミッションをはじめている。また、有人飛行が非常に多く行われるようになり、日本や欧州、その他の国の宇宙飛行士も多くがスペースシャトルで宇宙へ行っている。
一方でスペースシャトルにリソースをつぎ込んだため、ロケットの開発は遅れた。またスペースシャトルを主力にすることを見込んで、これまで主力となっていたデルタ、アトラス、タイタンの3種類の使い捨てロケットは生産を一時的に停止した。しかし、実際にはスペースシャトルは帰還機の修理にかかる時間が長く、望んだよりも費用の低減ができず、連続で打ち上げられないことが分かった。このようなことがわかったために、アメリカは再び使い捨てロケットの生産も復活させた。この隙を突いて欧州のアリアンがロケットの商業打ち上げのシェアを奪っていった。また、アメリカはロケットの開発を行っていた日本に対しスーパー301条の適用で衛星の打ち上げを奪うなど、他国の宇宙開発での影響力を抑える外交的手段をとった。1990年代に入ると宇宙開発費は徐々に削減されていき、予算の縮小の中で宇宙開発を行わざるを得なくなった。
一方でレーガン大統領時代にはスターウォーズ計画として弾道ミサイル防衛などの計画がはじめられ、早期警戒衛星などのために国防総省に予算が組み込まれるようになった。また、GPS衛星が打ち上げられるようになったのもこの頃からである。GPS衛星は当初は軍事目的の位置確認装置として打ち上げられていたが、非常に便利であったために民間利用も行われるようになり、現在はカーナビゲーションシステムや建設重機の位置確認など多岐にわたって活用されている。
スペースシャトルではチャレンジャー事故が起こった。当初のスペースシャトルは安全性が低かった。これを改修することによって、積むことのできる貨物の量が若干減少している。さらに、打ち上げが一般化するにつれ宇宙開発に対する国民の意識は薄れていった。このような中でアメリカは国際的に協力を行うことで予算を相手に出させることを目指すようになった。グレートオブザバトリー計画で計画され欧州との協力で打ち上げに成功したハッブル宇宙望遠鏡も大きな成功を収めた。ハッブル望遠鏡は遠天体の観測に大いに役立ち、様々な画像や映像がもたらされた。また、その高い成果からスペースシャトルによって何度も修理され、計画よりも長く稼動している。有人宇宙飛行ではスペースシャトルに外国人を乗せることに加え、この時期に提唱されたフリーダム宇宙ステーションは現在の国際宇宙ステーションにつながっている。国際宇宙ステーションは、現在はアメリカ、欧州、日本、ロシア、カナダの五つの国と団体で運用を行っている。

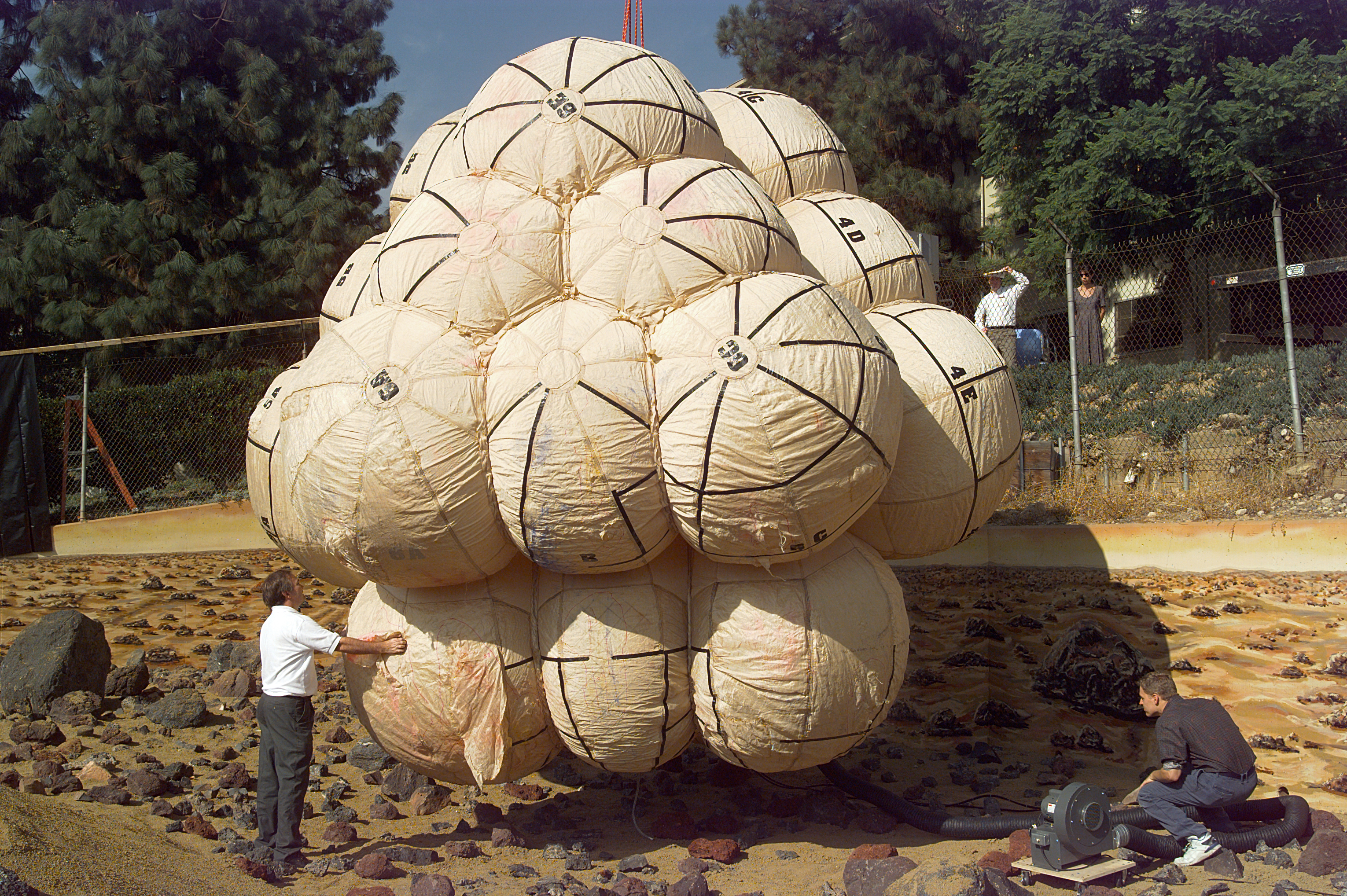
マーズ・パスファインダーの着陸用エアバッグ

速い良い安いをスローガンに作られたディスカバリー計画では宇宙探査がさらに拡大して行われることになった。特にこのうち火星を探査するマーズ・パスファインダーは以前のバイキング計画と違い、エアバッグで衝撃を吸収することにしたために、バイキング計画と比べ打ち上げる機材が軽量化され、タイタンロケットではなくデルタロケットで打ち上げられた。マーズ・パスファインダーは火星表面を調査し続け地質や風等を詳しく調査した。この結果過去の火星の地表には水の存在したことが確かめられた。また、NEARシューメーカーは小惑星への軟着陸を行って探査し、スターダスト探査機は彗星の尾の塵を持ち帰ることに成功している。

### 現在
アメリカは月到達以降常に宇宙開発の先端を歩み続けている。開発費用の減額があったものの、現在でも欧州宇宙機関の3倍に上る資金が投入されており、様々な衛星や探査機が順次打ち上げられている。
惑星探査では火星にさらに観測衛星や探査車を送り込むことに成功している。2000年代の2001マーズ・オデッセイやマーズ・エクスプロレーション・ローバーのスピリットとオポチュニティの探査は火星のさらに詳しい情報をもたらしている。マーズ・オデッセイの観測では極域の冷凍された二酸化炭素の表面の地下に水の存在する可能性が示され、2台のマーズ・エクスプロレーション・ローバーは火星に風化や浸食の跡を見つけており、さらに流体によって作られたと思われる地形も発見している。水であるかどうかは断定できないものの、これらは非常に大きな収穫であった。

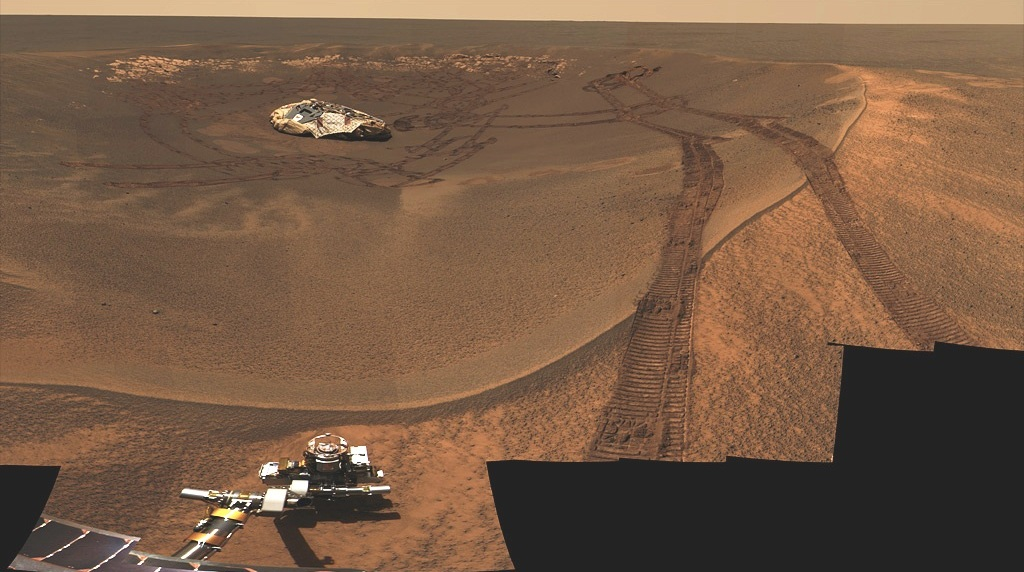
オポチュニティーとその足跡

アメリカではNASAとは別個に国防総省が宇宙開発を行っており、現在では国防総省の宇宙開発予算のほうが多くなっている。世界の核拡散の危機にたいして、アメリカは世界中に核の乗るであろう弾道弾迎撃システムを広げるかまえを見せており、宇宙域での撃墜についても検討されている。また、偵察衛星は200機以上存在している。宇宙は安全保障の分野でも重要な位置づけを占めるようになっている。一方で米国では現在科学系統のNASAに振られる予算と国防総省に振り分けられる予算の2つが存在し、両者の間には確執があるといわれている。
ロケット開発では現在までもデルタ、アトラスの両系列とが使われているほか、オービタル・サイエンシズ社のミノタウロスIVとトーラスロケット、スペースX社のファルコン9などが存在する。民間企業のロケットは商業的な打ち上げに使われている。
ブッシュ大統領時代に、アメリカでは「コンステレーション計画」と呼ばれる計画が立てられた。これは人類を再び月へ運び、さらにその技術から火星へ向かうという計画であった。この計画によって一時的にNASAの予算が増加し、有人惑星探査のためにNASA内部の資金も大きく割り振られたが、世界同時不況以降はNASAの予算が再び減少に戻り、次の政権に就いたオバマ大統領により計画は完全に廃止された。しかしながら、オバマ大統領もこれに代わる新たな方針として2030年代半ばまでの有人火星探査計画を公表している。この計画ではアメリカは火星に行くために注力し、火星の周りの周回軌道に人類を送り込むという計画である。これらの状況から見れば、アメリカは火星での有人探査を狙っていると考えることが出来る。
その後、次の政権に就いたトランプ大統領は月面開発を足がかりにして火星への有人探査を目指す新たな方針を2017年に表明しており、NASAも2024年までに再び月面への有人着陸を目指す「アルテミス計画」を2019年に公表している。
この他、世界共同で進められている国際宇宙ステーションの運用について2030年代まで延期することもアメリカ議会などで検討されているが、2019年時点では2024年までの運用予定となっている。

### 現在までの主要な宇宙計画
- 1950 - ヴァンガード計画、エクスプローラー計画、マーキュリー計画、パイオニア計画、レインジャー計画
- 1960 - サーベイヤー計画、アポロ計画、ジェミニ計画、マリナー計画
- 1970 - ヘリオス、スカイラブ計画、アポロ・ソユーズテスト計画、バイキング計画、ボイジャー計画
- 1980 - スペースシャトル計画、グレートオブザバトリー計画（ハッブル宇宙望遠鏡）、ガリレオ
- 1990 - ディスカバリー計画、マーズ・サーベイヤー計画
- 2000 - ニュー・ホライズンズ
- 2020 - アルテミス計画

## 政策

### 目標
有人火星探査計画が存在する。2004年からはコンステレーション計画が立案されていた。この計画は再度人間を月に到達させ、その後さらに火星へ向かうという計画であった。オバマ政権へ変化してからこの計画は放棄されたが、オバマ大統領も2030年代までの火星の有人探査計画を公表している。
現在は火星探査計画が盛んである。人類の火星周回達成を目標としている。

### 予算
2017会計年度のNASAの予算は190.25億ドルであった。アポロ計画以降、最盛期の75%程に予算が減額され、NASAの宇宙開発費は横ばいとなっているが、その予算の中で多くの結果を出している。

### 広報
ケネディ宇宙センターやヒューストン宇宙センターは宇宙技術の博物館になっており、また、宇宙技術の告知に利用されている。また、NASA独自に専門チャンネルのNASA TVを持っており、有人宇宙飛行のミッションの中継や、記録映像の公開、製作したドキュメンタリー、宇宙番組や科学番組などを一般向けに放映している。

## 組織
アメリカの宇宙開発組織は元々三軍に加え、宇宙開発組織など様々な組織が存在していた。スプートニク・ショック以降、これらの機関を統合する動きが進み、NACAが作られた。そのすぐ後にアメリカ航空宇宙局(NASA)が発足している。軍の宇宙開発については過去には三軍がそれぞれ開発を行っていたが、現在では国防総省が総合的に行うようになっている。
NASAの主な活動は宇宙開発を行う軍、民間、政府機関などの各部局の調整と、独自での宇宙開発であった。宇宙開発が国によって協力に推し進められた1960年代ごろにはNASAが主力で開発から生産までを行っていた。しかし、近年では予算の減額からロケットの開発は企業の援助や、軍からのロケット技術の移転などで費用を抑える傾向にある。民間企業としては軍用ミサイルを生産する企業に加え、オービタル・サイエンシズやスペースXなどの企業が存在する。これらの企業は国家やNASAから強く支援されているが、民間の打ち上げ企業ということになっている。これらの民間企業に商業軌道輸送サービスを担わせることも期待されている。現在NASAが中心的に行うのは宇宙探査のための衛星や探査機の開発研究である。
2012年5月22日、民間宇宙船のドラゴンが最初にISSへドッキングを果たし、今後、商用輸送に利用することが期待されている。

### ロケット発射場
- マーシャル宇宙飛行センター
- ケネディ宇宙センター
- ジョンソン宇宙センター

### その他施設
- レッドストーン兵器廠
- ジェット推進研究所 (JPL)
- エイムズ研究センター (ARC)
- ゴダード宇宙飛行センター (GSFC)
- ラングレー研究所 (LaRC)
- ドライデン飛行研究センター(DFRC)
- ジョン・C・ステニス宇宙センター
- ミシュード組立施設
- ホワイトサンズ・ミサイル実験場
- ディープスペースネットワーク基地
- エドワーズ空軍基地

### 関連企業
- スペースX
- オービタル・サイエンシズ
- ユナイテッド・ローンチ・アライアンス

## 開発傾向
地球周辺の宇宙開発は民間に任せるといった動きが非常に良く見られる。これらの宇宙へ向かう民間企業に対してはNASAや米国が資金的、技術的な援助を行っている。一方で、アメリカが国を挙げて本腰なのは火星への探査計画である。2010年、オバマ大統領は火星周回軌道への有人宇宙船の到達を2030年代までに行うと説明している。惑星探査も、火星目標のものが非常に多い。
これらの影に薄れているのが宇宙望遠鏡や火星以外の惑星探査機などの科学分野である。
国防総省は継続的に弾道ミサイル防衛と、人工衛星の防御システムの開発に勤しんでいる。近年ではX-37という宇宙往還機の計画が存在している。

### ロケット
ロケットでは現在までに多くの経験をつんでいるデルタ、アトラスに加え、官民共同でトーラスロケット、ミノタウロスIV、ファルコン9などのロケット開発が進んでいる。スペースXのファルコン9は3期連続で打ち上げに成功し再使用型としての開発も進んでいる。オービタル・サイエンシズのトーラスロケットは9回中3回打ち上げに失敗したものの、改良型のアンタレスは開発以来2度の打ち上げにいずれも成功している。一方で同社のより小型のミノタウルスシリーズは打ち上げの成功が継続しており、2013年には新型のミノタウロスVが初打ち上げに成功した。トーラスロケットやミノタウルスロケットはピースキーパーミサイルの技術から作られており、開発費の抑制に貢献している。
コンステレーション計画では超大型のアレスシリーズを開発予定であったが、これは退けられている。しかしながら、アレスに変わって有人飛行をなすためのロケットの計画はオバマ政権下でも存在する。現在はスペース・ローンチ・システムという名で開発が進められている。

### ISSへの輸送機
スペースXのドラゴンやオービタル・サイエンシズのシグナスなどが開発された。ドラゴンはISSとのドッキングを達成しており、商業輸送も2012年10月から始まった。シグナスも2013年9月にISSとの結合に成功している。さらに2020年5月にはドラゴン2によるISSへの有人飛行も成功した。

### 人工衛星
Aqua、TIMED、気象衛星NOAA19号などが現在運用中である。また、商用衛星も多く存在し、テレビ局や通信会社が衛星を保有している例も多く存在する。
宇宙望遠鏡ではハッブル宇宙望遠鏡が20年近く稼動している。欧州宇宙機関との共同利用である機体である。なお後継機にはジェイムズ・ウェッブ宇宙望遠鏡の計画が存在する。他の宇宙望遠鏡では同じく欧州と共同の宇宙重力波望遠鏡があるほか、独自にビッグバンオブザーバーなどを打ち上げる予定である。いずれも計画当初より若干の遅延が見える。

### 探査機
数ある宇宙開発の中でも火星探査が非常に旺盛に進められている。火星探査機は2000年代のマーズ・エクスプロレーション・ローバーとマーズ・リコネッサンス・オービターにつづき、マーズ・サイエンス・ラボラトリー、ノーザンライト、米欧共同開発のエクソマーズ、火星サンプルリターン計画などが計画されている。アメリカは政府を挙げて火星への探査に力を入れている。
それ以外の惑星探査では、現在冥王星探査機ニュー・ホライズンズ、メッセンジャーなどが運用中である。金星表面の探査や太陽への近接観測などが考えられている。ディスカバリー計画の発表以降は小型で安価な惑星探査衛星に力を入れている。

### 有人宇宙飛行
アポロ計画以降は費用対効果を考慮した開発が主流であり、国際宇宙ステーション計画に参加することで、長期宇宙滞在における技術の習得に力を入れている。
スペースシャトルの後継機計画はプロメテウス・オリオン・ドラゴン等が存在する。また、軍が独自にX-37を生産しているが、国際宇宙ステーション用の利用予定は存在しない。オリオンの小型版であるオリオン・ライトも研究されている。ただし、コンストレーション計画存在当時でもオリオンの実用開始は2015年の予定であり、2011年からの長期に渡りアメリカは独自の宇宙船を保持できなかった。オリオン宇宙機の試験飛行は2014年に行われた。ドラゴン2による有人宇宙飛行は2020年5月に実現した。

### 開発中の計画
- スペース・ローンチ・システム
  - コンステレーション計画放棄後に計画された新体系の打ち上げシステム計画。アレスVと同様にスペースシャトルの派生型であり、月や火星への有人投入などを担う予定の超大型ロケット。初飛行は2017年ごろに予定される。

- オリオン
  - コンステレーション計画の中で月着陸船（厳密にはオリオンは司令船と機械船。月着陸船はアルタイル）として計画されていた。コンステレーション計画中止後は国際宇宙ステーションからの緊急帰還用として開発が行われている[21]。

- ジェイムズ・ウェッブ宇宙望遠鏡
  - ハッブル宇宙望遠鏡の後継機計画。2010年の打ち上げを見込んでいたが、ハッブルの使用期間延長と開発難航で打ち上げは2015年以降となっている[22]。

- X-37
  - NASAが再使用型宇宙往還機を計画していないために国防高等研究計画局が開発を進める往還機[23]。

- プロメテウス
  - オービタル・サイエンシズ提案の国際宇宙ステーション向け輸送機。NASAの開発していたHL-20（英語版）の技術を利用している[24]。

### 研究開発中の計画
- ノーザンライト（英語版）
  - 火星探査計画。火星の生命の存在した可能性や水の存在を探査し、将来の有人機計画などに役立てる。

- ソーラープローブプラス
  - 太陽観測計画

- エクソ・マーズ
  - ESA主導で行われる火星探査計画。ランダーや衛星を通して火星の状況を詳しく分析する予定。

- 火星サンプルリターン計画
  - 火星の砂や石を採取し、地球に持ち帰る計画。困難な技術的課題が山積しているが、科学的には大いに意味があると考えられている。

## 軍事
アメリカは宇宙の軍事利用でも先進国である。

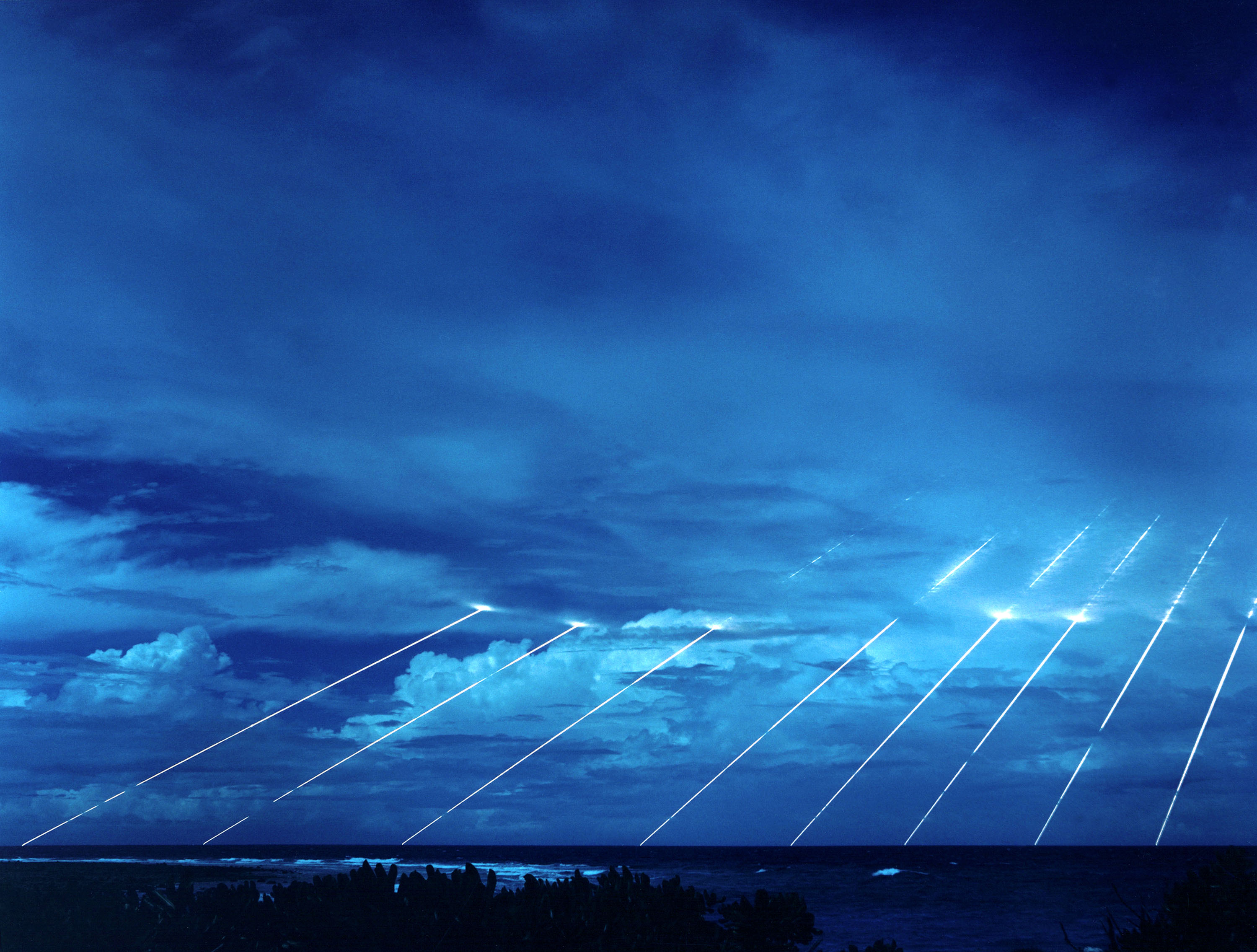
ピースキーパーの試験。宇宙からの再突入に耐える再突入体が光を放っている。クェゼリン環礁

アメリカは、戦後すぐに大陸間弾道ミサイルの研究を始めており、PGM-11、PGM-17と徐々に射程を伸ばし、アトラスが初の大陸間弾道ミサイルとなった。その後弾道弾では、タイタンI、タイタンII、ミニットマン、ピースキーパーなどのミサイルが開発されている。現在はこれらの戦力の内、ミニットマンのみが現役である。これらのミサイルからは優秀な宇宙開発用ロケットが派生している。PGM-17ソーIRBMはソー・ロケット/デルタロケットへと発展し、アトラス、タイタンはそれぞれの名を冠する打ち上げ用ロケットであるアトラスV、タイタンIVに変質している。また、ピースキーパーの技術はオービタル・サイエンシズのミノタウロスIV、トラースロケットに利用されている。
1980年代からは戦略防衛構想が立てられた。これはソ連との相互確証破壊の状態から、敵の弾道ミサイル、核兵器の撃墜を目指したもので、軍事的に大きな転換点となった。この計画のため偵察衛星以外にも早期警戒衛星などの装備が整えられ、敵のミサイルを発見するため地上へのレーダー配備や撃墜用兵器の配置も行われた。これらによって収集された情報によって弾道ミサイルを撃墜する。宇宙空間での迎撃も想定されており、艦船用の防空システムであるイージスシステムを改良して大気圏外での弾道弾迎撃が行われる。近年では、イラン、北朝鮮といった国のミサイル実験が行われ、アメリカ本土を防衛するためさらに改良が進められている。また、現在は東欧や極東などの地区においてもこれらの装備の提供などを行っている。
衛星破壊実験にも成功しており、地上に墜落途中の衛星の撃墜も行った。しかし、衛星破壊はスペースデブリなどの破壊後の残留物が今後の宇宙開発の妨げとなることが判明し、それ以降は衛星の破壊実験は攻撃手段として主流でなくなっている。一方で衛星の偵察能力を失わせる目潰し的な攻撃の開発が進められている。また、海外の衛星攻撃兵器に攻撃されたことを感知するための機能を持っており、他国の攻撃から身を守るための衛星のステルス化なども行われている。
GPSは元々アメリカ合衆国の軍の諸兵器の位置確認のための目的で打ち上げた一連の衛星群である。宇宙にある衛星からの信号によって受信者が位置確認をするシステムであり、宇宙の衛星から信号を受け取ることで遮蔽などの問題から開放され、30台ある衛星によって常時利用が可能になっている。この位置確認システムは非常に便利であったために、現在では輸送機械や携帯電話、地震観測、防犯などにも利用されている。現在はアメリカ以外の国でもGPSの能力を持つ衛星の打ち上げを行う計画を持っている。
現在でも軍事的な宇宙開発に対して多額の金額が支出されている。NASA予算が削られる一方で、軍事用開発費は以前より増加しているために、これを問題視する声もある。アメリカには1985年に統合軍として宇宙軍（Space Command）が設立されており、2002年にアメリカ戦略軍に統合されたものの2019年に再度独立した。これに加え、2019年には軍種としての宇宙軍（Space Force）も設立され、統合軍の訳語としてはアメリカ宇宙コマンドが採用された。

## 国際協力

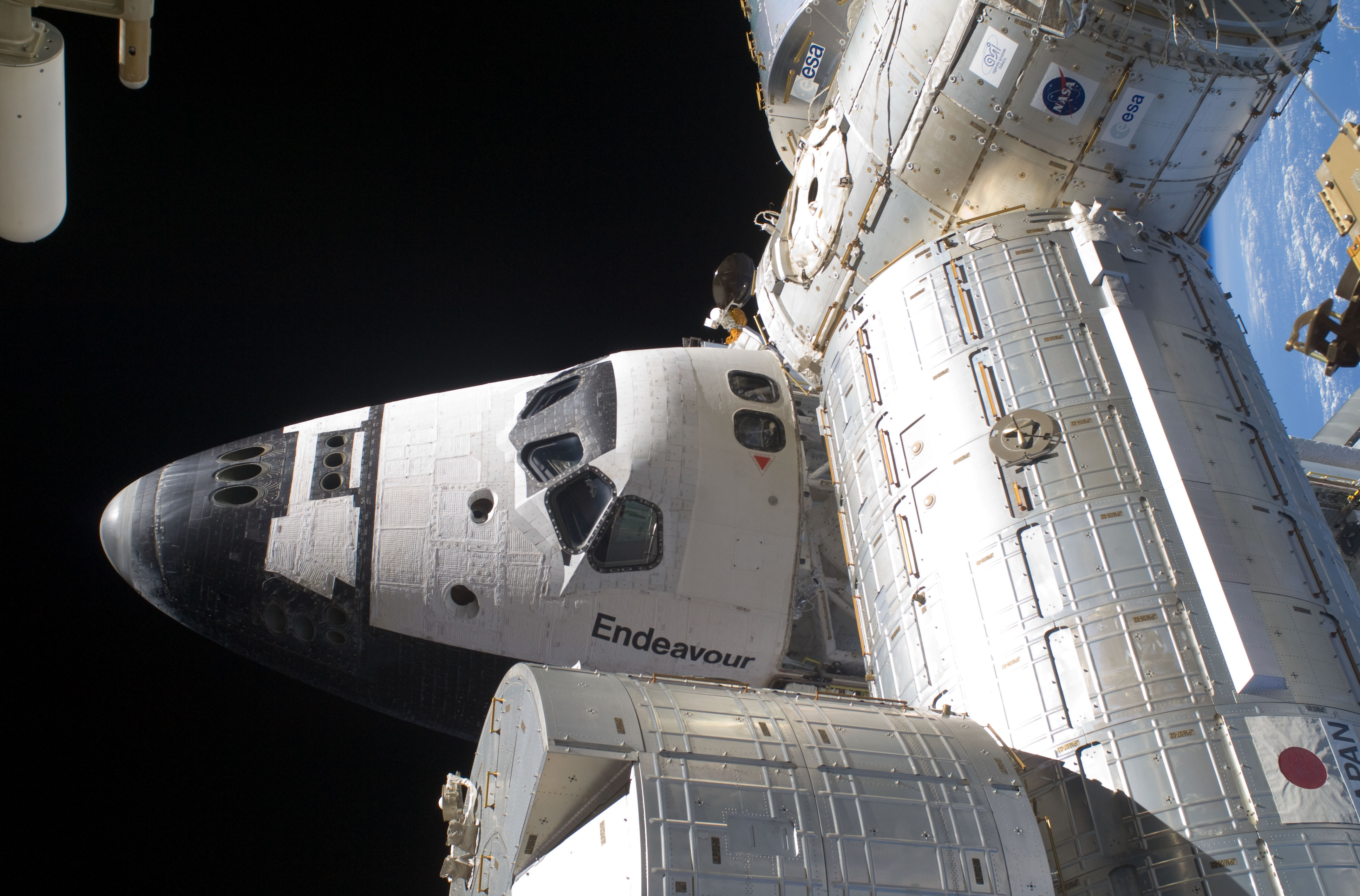
国際宇宙ステーションとスペースシャトルのドッキング

アメリカの国際協力下での宇宙開発は1970年代に始まっている。この頃アメリカは宇宙開発で勝利を得ていたために、他国との協力がより簡単になっていた。実際この頃にアポロ・ソユーズテスト計画が行われソ連とアメリカは共同でドッキング部を作り、お互いの船の差異を整えるなどの協力が行われている。これが現在の国際宇宙ステーションにつながっている。
アメリカの技術は先進的であったために、他国との協力下であっても、アメリカが主導力を発揮する機会は非常に多い。ハッブル宇宙望遠鏡では欧州宇宙機関と協力で研究を行っているが、開発、打ち上げ、修理などアメリカが担うところが大きい。また、スペースシャトルの開発以降はスペースシャトルに国外の宇宙飛行士を乗せる機会が増え、これによる各国との連携も行われた。
国際宇宙ステーション計画ではアメリカは非常に大きな役割を果たし、参加諸国の中でも最も貢献した。多くの実験棟がアメリカのスペースシャトルによって打ち上げられており、現在でもスペースシャトルは最大の運搬手段になっている。スペースシャトル廃止以降は商業軌道輸送サービスで宇宙ステーションへの補給をまかなう予定でありスペースX社のドラゴンの利用が見込まれている。